# John Freeman (fotbollsspelare)
John David Freeman, född 4 november 2001, är en engelsk professionell som spelar som mittfältare för League One klubben Milton Keynes Dons.

## Klubbkarriär

### Milton Keynes Dons
Freeman anslöt sig till Milton Keynes Dons akademi när han var åtta år gammal och utvecklades genom de olika åldersgrupperna av akademin. Under sina senare akademiår drabbades Freeman av två långtidsskador, den första ett brustet knäband följt av ett brutet ben.
I september 2020 gavs Freeman tröjnumret 30 inför säsongen 2020/2021 efter att ha skrivit på sitt första proffskontrakt under sommaren. Han gjorde sin professionella förstalagsdebut för klubben dagen efter i en ligacupsmatch mot Coventry City. 15 april skrev Freeman på ett nytt kontrakt som förlängde hans kontrakt tills vidare, innan han åkte på lån till Woking resterande del av säsongen.